# Формикола
Формикола је насеље у Италији у округу Казерта, региону Кампанија.
Према процени из 2011. у насељу је живело 1119 становника. Насеље се налази на надморској висини од 202 м.

## Становништво
Према резултатима пописа становништва 2011. у општини је живело 1.504 становника.
| 1951. | 1961. | 1971. | 1981. | 1991. | 2001. | 2011. |
| ----- | ----- | ----- | ----- | ----- | ----- | ----- |
| 2.304 | 2.246 | 2.205 | 2.015 | 1.551 | 1.467 | 1.504 |